# The Joker's Jinx
The Joker's Jinx is een stalen lanceerachtbaan in het Amerikaanse attractiepark Six Flags America.
The Joker's Jinx werd gebouwd door Premier Rides en opende op 8 mei 1999. De achtbaantreinen worden gelanceerd met behulp van een LIM-lanceerspoor. De baan bevat vier inversies: een cobra roll, een sidewinder en een kurkentrekker. In 2002 werden de achtbaantreinen opgeknapt en werden de schouderbeugels vervangen door schootbeugels.
Huidig:
Batwing ·
Firebird ·
Professor Screamore's SkyWinder · 
Ragin' Cajun ·
ROAR · 
Superman: Ride of Steel · 
The Great Chase · 
The Joker's Jinx ·
The Wild One
Verdwenen:
Python · 
The Great Alonzo's Cannonball Coaster · 
Two-Face: The Flip Side